# Spačvanski bazen
Spačvanski bazen este o arie protejată (arie de protecție specială avifaunistică — SPA) din Croația întinsă pe o suprafață de 43.549,25 ha, integral pe uscat.

## Localizare
Centrul sitului Spačvanski bazen este situat la coordonatele 45°02′47″N 18°55′01″E / 45.046459°N 18.917002°E.

## Înființare
Situl Spačvanski bazen a fost declarat arie de protecție specială avifaunistică în iulie 2013 pentru a proteja 9 specii de animale.

## Biodiversitate
Situată în ecoregiunea continentală, aria protejată nu include niciun habitat protejat.
La baza desemnării sitului se află mai multe specii protejate de  păsări (9): acvilă țipătoare mică (Aquila pomarina), barză neagră (Ciconia nigra), ciocănitoarea de stejar (Dendrocopos medius), ciocănitoare neagră (Dryocopus martius), muscar-gulerat (Ficedula albicollis), codalb (Haliaeetus albicilla), sfrâncioc roșiatic (Lanius collurio), viespar (Pernis apivorus), ciocănitoare verzuie (Picus canus).